# Saison 3 de The Unit : Commando d'élite
Chronologie
Saison 2 Saison 4
Cet article présente le guide des épisodes de la troisième saison de la série télévisée The Unit : Commando d'élite.

## Acteurs principaux
- Dennis Haysbert : Jonas Blane « Docteur Snake »
- Regina Taylor : Molly Blane
- Scott Foley : Bob Brown « Cool Breeze »
- Audrey Marie Anderson : Kim Brown
- Max Martini : Mack Gerhardt « Dirt Diver »
- Abby Brammell : Tiffy Gerhardt
- Robert Patrick : Tom Ryan  « Blue Iguana »
- Michael Irby : Charles Grey « Betty Blue »
- Demore Barnes : Hector Williams  « Hammer Head »

## Épisodes

### Épisode 1:Pandemonium: Partie 1
- Titre original : Pandemonium: Part 1
- Numéro(s) : 37 (3-1)
- Scénariste(s) : Sharon Lee-Watson
- Réalisateur(s) : Vahan Moosekian
- Acteurs secondaires : Rebecca Pidgeon (Charlotte Canning Ryan), Carlos LaCamara (Luis inez Reale), Michael Cavanaugh (Le chef du comité), Shaun Duke (Agent Dan Vorhees), Conor O'Farrell (Général Heath)
- Diffusion(s) : 
  -  États-Unis : le 25 septembre 2007 sur CBS
  -  Belgique : le 23 novembre 2008 sur La deux
  -  France : le 13 janvier 2009 sur M6
- Synopsis : Le colonel Ryan doit se défendre devant le Congrès et expliquer les actions de son équipe. Le général prétend n'avoir eu aucune connaissance des initiatives de l'unité. Ryan affirme que ses hommes n'étaient pas en Malaisie. Pendant ce temps, au Panama, Jonas, toujours en fuite, apprend la mort de Reale et envoie un message à Doyle. Tandis que Mack et Hector sont emprisonnés, Bob est au Mexique, travaillant toujours pour la CIA. Charles l'emmène auprès de Jonas. Celui-ci lui demande s'il est venu pour le tuer. Il connaît un bon moyen de savoir si son interlocuteur lui ment ou non et l'utilise avec Bob.

### Épisode 2:Pandemonium: Partie 2
- Titre original : Pandemonium: Part 2
- Numéro(s) : 38 (3-2)
- Scénariste(s) : Todd Ellis Kessler
- Réalisateur(s) : Steven DePaul
- Acteurs secondaires : Danielle Hanratty (Lissy Gerhardt), Rebecca Pidgeon (Charlotte Canning Ryan), Sammi Hanratty (Jenny Gerhardt), Ricky Jay (Agent Kern), Dean Norris (Superviseur Marsh)
- Diffusion(s) : 
  -  États-Unis : le 2 octobre 2007 sur CBS
  -  Belgique : le 23 novembre 2008 sur La deux
  -  France : le 20 janvier 2009 sur M6
- Synopsis : Jonas met au point un plan et l'équipe se réunit pour clarifier la façon dont ils comptent opérer à l'avenir, car ils doivent soigner leur réputation...

### Épisode 3:Le Baron rouge
- Titre original : Always Kiss Them Goodbye
- Numéro(s) : 39 (3-3)
- Scénariste(s) : Eric L. Haney
- Réalisateur(s) : Michael Zinberg
- Acteurs secondaires : Alyssa Shafer (Serena Brown), Tom Ohmer (Warren), Sammi Hanratty (Jenny Gerhardt), Phil Hendrie (George Tatelman), Nixon DeVaughn (Sergent Larson), Dean Cudworth (Major Baker)
- Diffusion(s) : 
  -  États-Unis : le 9 octobre 2007 sur CBS
  -  Belgique : le 30 novembre 2008 sur La deux
  -  France : le 20 janvier 2009 sur M6
- Synopsis : Mack ayant été délivré, l'unité est à nouveau au complet et peut entamer une nouvelle mission. Une bombe remplie de gaz inervant extrêmement dangereux a été dérobée dans une base militaire et retrouvée non loin des habitations des soldats. L'unité doit retrouver cette arme redoutable au plus vite. Mais la bombe se trouve dans un avion dont le pilote a trouvé la mort. Un crash pourrait s'avérer catastrophique. Pendant que les soldats d'élite tentent de trouver rapidement une solution pour éviter le drame, Mack et Tiffy ont des difficultés personnelles qui nécessitent l'intervention du colonel Ryan.

### Épisode 4:Pas à pas
- Titre original : Every Step You Take
- Numéro(s) : 40 (3-4)
- Scénariste(s) : Lynn Mamet
- Réalisateur(s) : Helen Shaver
- Acteurs secondaires :
- Diffusion(s) : 
  -  États-Unis : le 16 octobre 2007 sur CBS
  -  Belgique : le 30 novembre 2008 sur La deux
  -  France : le 27 janvier 2009 sur M6
- Synopsis : L'unité se rend à Abidjan, en Côte d'Ivoire, afin de sécuriser l'ambassade américaine. Les soldats doivent évacuer et protéger le personnel. Mais la tache s'annonce plus difficile que prévu.

### Épisode 5:À fleur de peau
- Titre original : Inside out
- Numéro(s) : 41 (3-5)
- Scénariste(s) : Dan Hindmarch
- Réalisateur(s) : Bill L. Norton
- Acteurs secondaires : Alyssa Shafer (Serena Brown), Yara Martinez (Annie), Billy Khoury (Gael), Jim Ortlieb (Le principal)
- Diffusion(s) : 
  -  États-Unis : le 23 octobre 2007 sur CBS
  -  Belgique : le 7 décembre 2008 sur La deux
  -  France : le 27 janvier 2009 sur M6
- Synopsis : Mack, Jonas et Hector se trouvent en France, plus précisément à l'aéroport de Marseille. Ils doivent localiser et récupérer une puce électronique qui pourrait empêcher une attaque terroriste imminente. La difficulté réside dans le fait que cette puce est implantée dans l'épaule d'un homme qui est traqué par des inconnus. Pendant ce temps, Kim doit se reposer et garder le lit si elle ne veut pas compromettre sa grossesse. Cela laisse à Bob la responsabilité des enfants, une tâche dans laquelle il est loin de se montrer à la hauteur. Tiffy, elle, est renvoyée de son travail et doit en trouver un nouveau.

### Épisode 6:La Diva
- Titre original : MPS
- Numéro(s) : 42 (3-6)
- Scénariste(s) : David Mamet
- Réalisateur(s) : James Whitmore Jr.
- Acteurs secondaires :
- Diffusion(s) : 
  -  États-Unis : le 30 octobre 2007 sur CBS
  -  Belgique : le 7 décembre 2008 sur La deux
  -  France : le 3 février 2009 sur M6
- Synopsis : Mack, Charles et Jonas sont chargés de protéger une pop star, Lila Lee, qui est en tournée dans les camps militaires américains en Irak. La mission n'est pas de tout repos car la chanteuse se comporte en diva capricieuse. Bob, de son côté, est chargé de transférer un détenu venant d'une prison de haute sécurité.

### Épisode 7:Le Prix à payer
- Titre original : Five Brothers
- Numéro(s) : 43 (3-7)
- Scénariste(s) : Frank Military
- Réalisateur(s) : Steve Gomer
- Acteurs secondaires :
- Diffusion(s) : 
  -  États-Unis : le 6 novembre 2007 sur CBS
  -  Belgique : le 14 décembre 2008 sur La deux
  -  France : le 3 février 2009  sur M6
- Synopsis : L'équipe est au Liban pour essayer de libérer Mark Granger, un reporter retenu en otage depuis plusieurs mois. Jonas, Mack et Bob essaient d'infiltrer l'immeuble où il est supposé être détenu, pendant qu'au dehors, Charles et Hector font le guet. Pendant l'opération, Charles est touché par une balle et sa vie est en danger. Ses camarades lancent un appel radio pour obtenir une assistance médicale. Mais leur poste est hors service et l'appel ne passe pas. Étant donné la gravité de sa blessure, Charles doit être emmené au plus vite dans un hôpital. Les hommes rejoignent le site d'évacuation où ils constatent que leur hélicoptère est en feu.

### Épisode 8:Dernier Hommage
- Titre original : Play 16
- Numéro(s) : 44 (3-8)
- Scénariste(s) : Daniel Voll
- Réalisateur(s) : James Whitmore Jr.
- Acteurs secondaires :
- Diffusion(s) : 
  -  États-Unis : le 13 novembre 2007 sur CBS
  -  Belgique : le 14 décembre 2008 sur La deux
  -  France : le 10 février 2009 sur M6
- Synopsis : Hector est mort et Jonas cherche à le venger.

### Épisode 9:Liaisons explosives
- Titre original : Binary Explosion
- Numéro(s) : 45 (3-9)
- Scénariste(s) : Randy Huggins
- Réalisateur(s) : Steven DePaul
- Acteurs secondaires :
- Diffusion(s) : 
  -  États-Unis : le 20 novembre 2007 sur CBS
  -  Belgique : le 21 décembre 2008 sur La deux
  -  France : le 10 février 2009 sur M6
- Synopsis :

Charles Grey « Betty Blue » infiltre un gang au sein de l'armée.

### Épisode 10:La Boîte de Pandore
- Titre original : Gone Missing
- Numéro(s) : 46 (3-10)
- Scénariste(s) : Terrence O'Hara
- Réalisateur(s) : Eric L. Haney, Lynn Mamet
- Acteurs secondaires :
- Diffusion(s) : 
  -  États-Unis : le 27 novembre 2007 sur CBS
  -  Belgique : le 21 décembre 2008 sur La deux
  -  France : le 17 février 2009 sur M6
- Synopsis : Tiffi, Annie et Kim découvrent un lourd secret de Molly.

### Épisode 11:Haute Trahison
- Titre original : Side Angle Slide
- Numéro(s) : 47 (3-11)
- Scénariste(s) : Seth Wiley
- Réalisateur(s) : Todd Ellis Kessler
- Acteurs secondaires :
- Diffusion(s) : 
  -  États-Unis : le 18 décembre 2007 sur CBS
  -  Belgique : le 21 décembre 2008 sur La deux
  -  France : le 17 février 2009 sur M6
- Synopsis : Bob est promu. Jonas est en mission.